# Osilnica község
Osilnica (szlovénül: Občina Osilnica) Szlovénia 212 alapfokú közigazgatási egységének, azaz községének egyike a Délkelet-Szlovénia statisztikai régióban. A község központja Osilnica település, melyről a község nevét is kapta. Horvátországgal határos.

## A község települései
A községhez Osilnica székhelyen kívül a következő települések tartoznak:
- Belica
- Bezgarji
- Bezgovica
- Bosljiva Loka
- Grintovec pri Osilnici
- Križmani
- Ložec
- Malinišče
- Mirtoviči
- Padovo pri Osilnici
- Papeži
- Podvrh
- Ribjek
- Sela
- Spodnji Čačič
- Strojiči
- Zgornji Čačič
- Žurge

## Népesség
| Lakosok száma | 402  | 402  | 399  | 413  | 386  | 374  | 370  | 369  | 366  | 347  |
|               | 2008 | 2009 | 2011 | 2012 | 2013 | 2015 | 2016 | 2017 | 2019 | 2020 |